# Havlíčku, Havle
Havlíčku, Havle je protestní píseň Jaroslava Hutky z roku 1977. Její vznik je spojen se založením občanské iniciativy Charta 77 a následným zatčením Václava Havla. Jaroslav Hutka byl kvůli ní vyšetřován.

## Dobové pozadí
Během vánočních svátků roku 1976 navštívil Jaroslav Hutka Václava Havla v jeho bytě na Nábřeží Bedřicha Engelse č. 78 (dnešní Rašínově nábřeží). Havel jej seznámil s prohlášením Charty 77 a přitom ho požádal, aby toto prohlášení nepodepisoval. Zdůvodnil to rozložením sil, kdy už dostatečné množství osobností text podepsalo a písničkáři jako Vlastimil Třešňák a Jaroslav Hutka by byli užitečnější, kdyby mohli koncertovat a oslovovat publikum. Oba se shodli, že prohlášení po nějakém čase patrně upadne v zapomnění. Vlastimil Třešňák prohlášení už dříve podepsal u Petra Uhla a jeho podpis pak u Jaroslava Hutky spálili v kamnech.

## Vznik písně
Prohlášení Charty 77 bylo uveřejněno 6. ledna 1977 a ve stejný den byl Václav Havel vzat na 5 měsíců do vyšetřovací vazby. Jaroslav Hutka píseň složil v únoru nebo březnu v bytě svých rodičů v Olomouci. Myslel na to, jak Václav Havel vzhledem ke své povaze špatně snáší vazbu. A pak jej napadl text se šesti slokami, ve kterém srovnával osud Karla Havlíčka Borovského a Václava Havla s použitím slovní hříčky: A podle litery "paragraf – šavle" teď dumej o právu, Havlíčku, Havle... Už dříve v reakci na Chartu 77 napsal několik písní o některých historických osobnostech, jako např. Mistře Jene, Galileo Galilei, Kat Mydlář nebo Sokrates. 

## Zveřejnění písně a vyšetřování Státní bezpečnosti
Poprvé píseň zazpíval právě v Olomouci. Většina lidí v publiku Václava Havla neznala. Zahrál ji také na koncertu 28. dubna 1977 na Fakultě jaderné fyziky ČVUT, odkud se o tom dozvěděla i Státní bezpečnost. Ta ho v polovině května zadržela na 48 hodin ve svém sídle na Bartolomějské ulici. Policisté ho zadrželi v pět hodin ráno a v šest hodin začali výslech otázkou, o kom je text písně. Hutka během vyšetřování trval na tom, že píseň je pouze o Karlu Havlíčkovi Borovském a sám Havlíček se ve svých Epigramech v roce 1845 podepsal jako Havel. (Jehly, špičky, sochory a kůly stesal, skoval, zostřil, sebral kvůli vojně s hloupostí a zlobou místo šavel Borovský Havel.)
Václava Havla 20. května 1977 propustili z vyšetřovací vazby a před jeho domem ho vítalo několik lidí včetně Jaroslava Hutky. Píseň mu zazpíval. Havel ji hodnotil kladně, ale požádal o zrušení poslední sloky (...vždyť uměl hezky říct, nač my jen mysleli, že pěknej mužskej byl, proto ho zavřeli.). Byla podle něj "nepravdivě pochvalná". Způsob propuštění z vazby považoval za své selhání.
Jaroslav Hutka byl v letech 1975–1977 čtyřikrát trestně stíhán, naposled za nedovolené podnikání. Státní bezpečnost mu v rámci operace Asanace hrozila nepodmíněným trestem a snažila se ho přimět k emigraci. V říjnu 1978 nakonec s manželkou Danielou emigroval do Nizozemska. Ve stejném roce vydalo exilové hudební nakladatelství Šafrán Hutkovo třetí album Pravděpodobné vzdálenosti a na tomto albu byla uvedena také píseň Havlíčku, Havle. 

## Soudní dohra
Kvůli zadržení Státní bezpečností na 48 hodin z důvodu výtržnictví podal Jaroslav Hutka asi v roce 2012 žádost o rehabilitaci. Sám se k události vracet nechtěl, ale advokát Lubomír Müller ho přesvědčil, že jde o princip a důležitý precedens pro další lidi perzekvované tehdejším režimem. Městský soud v Praze uznal, že šlo o nezákonné zbavení svobody. Žádost o rehabilitaci však zamítl, protože trestný čin výtržnictví není uveden v zákoně o soudní rehabilitaci. Po odvolání Ústavní soud rozhodl, že nelze formalisticky vycházet z dobové právní kvalifikace tehdejších vyšetřovatelů. Příčinou zadržení nebyl kriminální čin výtržnictví, ale Hutkův legitimní odpor proti režimu. Po rehabilitaci získal Jaroslav Hutka odškodnění ve výši 4 koruny měsíčně ke svému starobnímu důchodu. Tento precedens otevřel cestu k rehabilitaci dalším lidem, kteří byli na 48 hodin zadrženi v rámci šikany Státní bezpečnosti. V roce 2013 tak byl například rehabilitován teatrolog Petr Pavlovský.